# (36417) 2000 OQ52
2000 OQ52 (asteroide 36417) é um asteroide da cintura principal. Possui uma excentricidade de 0.19991630 e uma inclinação de 0.97847º.
Este asteroide foi descoberto no dia 31 de julho de 2000 por LINEAR em Socorro.